# Isabel Lete Landa
Isabel Lete Landa, Osintxu, España, 7 de septiembre de 1913-Éibar, España, 13 de octubre de 1941) llamada Reina, fue una religiosa española profesa de la Congregación de las Hermanas Mercedarias.

## Biografía
Nació en Osintxu, barrio de Vergara, Guipúzcoa, País Vasco (España), el 7 de septiembre de 1913.
Tras fallecer su madre a la edad de 5 años, unos familiares de la zona de Azpeitia se hicieron cargo de ella. Otra de sus hermanas quedó bajo la custodia de otra familia. En Azpeitia entró a formar parte de la congregación de las Madres Mercedarias. 
En su infancia, marchó a vivir a Zumárraga y Madrid, en donde completó su formación al tiempo que trabajó con numerosos heridos de la Guerra Civil.
Posteriormente, fue llamada para trabajar en Éibar, País Vasco (España), en donde se contaba con un hospital, en las proximidades de las instalaciones de la Residencia San Andrés, para asistir a los enfermos tuberculosos.
Fue en Éibar, en donde prestó un intenso trabajo de apoyo a los enfermos que le supuso contraer la enfermedad. Isabel murió el 13 de octubre de 1941 en Éibar a la corta edad de 28 años.
La Congregación de las Madres Mercedarias detalla que «Sor Isabel Lete Landa, goza ya de la gloria del Padre y, como Santa Teresita del Niño Jesús, a quien imitaba, es testimonio de vida mística desde la espiritualidad de lo sencillo, lo pobre, lo humilde y lo que no tiene relevancia. Durante toda su vida fue tierra fértil que Cristo fecundó, porque se dejó encontrar por Él, amándole apasionadamente. Toda su vida fue testimonio de amor».

## Beatificación
El Papa Benedicto XVI se encargó de su beatificación, autorizando el decreto del mismo en 2006.